# Dartmouth BASIC
Dartmouth BASICC — оригинальная версия языка программирования Бейсик.

## История
Создан двумя профессорами, работавшими в Дартмутском колледже, Д. Д. Кемени и Т. Ю. Курцем. Начальная версия была выпущена 1 мая 1964 года, и в июне того же года опубликована. Затем последовали обновления, кульминацией которых стал седьмой и последний выпуск в 1979 году. Впоследствии оба создали компанию и занялись разработкой True BASIC.

## Описание
Предлагал интерактивную среду программирования для всех студентов, а также университетского сообщества.